# Vallerbæk (bæk)
Vallerbæk er en midtjysk bæk der løber igennem Kompedal og munder ud i Karup Å.
Vallerbæk løber parallelt og syd for Haller Å.
Jordbunden ved Vallerbæk har været forholdsvis lidt påvirket af landbrugsdrift, herunder tilførsel af jordbrugskalk, hvilket har medført at vandprøver fra Vallerbæk har været benyttet i strontiumisotopanalyser.